# Västra Kinda landskommun
Västra Kinda landskommun var en tidigare kommun i Östergötlands län.

## Administrativ historik
Kommunen bildades som så kallad storkommun vid den landsomfattande kommunreformen 1952 genom sammanläggning av de tidigare kommunerna Kisa, Tidersrum och Västra Eneby. Namnet togs från Kinda härad, där den utgjorde den västra delen. I samband med kommunombildningen upplöstes det inom Kisa kommun belägna och år 1904 inrättade municipalsamhället Kisa.
Genom kommunreformen 1 januari 1971 ombildades landskommunen till kommun för att 1974 förenas med Södra och Norra Kinda till Kinda kommun.
Kommunkoden var 0513.

### Judiciell tillhörighet
I judiciellt hänseende tillhörde kommunen Kinda och Ydre domsaga och tingslag. 1964 uppgick domsagan i Linköpings domsaga och dess tingslag.

### Kyrklig tillhörighet
I kyrkligt hänseende tillhörde kommunen församlingarna Kisa, Tidersrum och Västra Eneby.

## Geografi
Västra Kinda landskommun omfattade den 1 januari 1952 en areal av 517,55 km², varav 463,44 km² land.

### Tätorter i kommunen 1960
I Västra Kinda landskommun fanns tätorten Kisa, som hade 2 658 invånare den 1 november 1960. Tätortsgraden i kommunen var då 48,3 procent.

## Befolkningsutveckling
| Befolkningsutvecklingen i Västra Kinda landskommun 1950–1970 | Befolkningsutvecklingen i Västra Kinda landskommun 1950–1970 | Befolkningsutvecklingen i Västra Kinda landskommun 1950–1970 | Befolkningsutvecklingen i Västra Kinda landskommun 1950–1970 | Befolkningsutvecklingen i Västra Kinda landskommun 1950–1970 |
| --- | ------------------------------------------------------------ | ------------------------------------------------------------ | ------------------------------------------------------------ | ------------------------------------------------------------ |
| |                                                              |                                                              |                                                              |                                                              |
| År |                                                              |                                                              | Folkmängd                                                    |                                                              |
| 1950 | 1950                                                         |                                                              | 6 035                                                        |                                                              |
| 1955 | 1955                                                         |                                                              | 5 852                                                        |                                                              |
| 1960 | 1960                                                         |                                                              | 5 509                                                        |                                                              |
| 1965 | 1965                                                         |                                                              | 5 560                                                        |                                                              |
| 1970 | 1970                                                         |                                                              | 5 787                                                        |                                                              |
| Anm: 1950 avser befolkning enligt folkräkning den 31 december 1950 enligt den administrativa indelningen den 1 januari 1952. 1955 avser den kyrkobokförda befolkningen den 31 december enligt den administrativa indelningen den 1 januari följande år. 1960-1965 avser befolkning enligt folkräkning den 1 november enligt den administrativa indelningen den 1 januari följande år. 1970 avser befolkningen den 1 november 1970 enligt indelningen 1 januari 1971, då landskommunen ombildades till kommun. |                                                              |                                                              |                                                              |                                                              |

## Politik

### Mandatfördelning i valen 1950–1970
| 19 | 9 | 6 | 6 |

| 37 |

| 17 | 8 | 6 | 9 |

| 38 |

| 16 | 9 | 5 | 10 |

| 39 |

| 17 | 10 | 5 | 8 |

| 38 |

| 15 | 12 | 4 |  | 8 |

| 36 |

| 17 | 13 | 3 |  | 7 |

| 36 |